# Britten-Norman
Pour les articles homonymes, voir Britten et Norman.
Britten-Norman est un constructeur aéronautique britannique dont les locaux sont implantés sur l'Île de Wight dans le sud de l'Angleterre. Sa production globale en 2016 atteignait les 1 250 avions de série.

## Histoire
Britten-Norman a changé plusieurs fois de mains. Le groupe Fairey Aviation a acquis la société en 1972. À la suite de difficultés financières, elle a été vendue à Oerlikon-Bührle (propriétaire de Pilatus Aircraft) en 1978, d'où la désignation Pilatus Britten-Norman de certains de leurs appareils. Oerlikon-Bührle a vendu Britten-Norman à Litchfield Continental en 1998. Le 19 octobre 1998, Biofarm Inc. (BIOF) a annoncé l'acquisition de 100% du capital-actions de Britten-Norman Limited (BN) de Litchfield Continental Limited. Le Groupe B-N a été formé en 2000 pour acquérir les actifs de Britten-Norman Limited.

## Productions

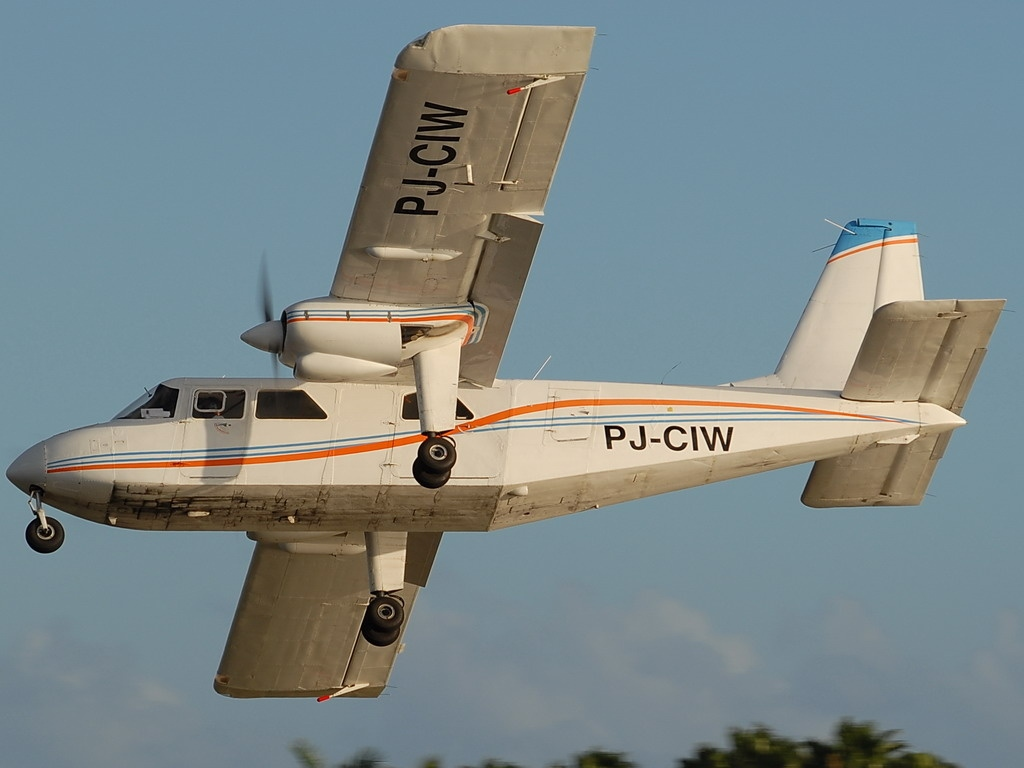
L'Islander, le principal avion produit par Britten-Norman.

- Britten-Norman Islander, en production
- Britten-Norman Defender, en production
- Britten-Norman Trislander, produit de 1970 à 1980

### Prototypes
- Britten Sheriff (en)
- Britten-Norman BN-1 (en)
- Britten-Norman Nymph/NAC Freelance (en)

## Sources et références

### Sources bibliographiques
- Michel Marmin, Encyclopédie Toute l'aviation, Éditions Atlas, 1993.
- Léo Marriott (trad. de l'anglais), 80 ans d'aviation civile, Boulogne, ETAI, 1997, 224 p. (ISBN 2-7268-8403-2 et 978-2-726-88403-4).